# 1046 Edwin
1046 Edwin är en asteroid i huvudbältet som upptäcktes den 1 december 1924 av den belgisk-amerikanske astronomen George Van Biesbroeck. Dess preliminära beteckning var 1924 UA. Asteroiden namngavs senare efter upptäckarens son, Edwin van Biesbroeck.
Fotometriska observationer 2006 vid Oakley-observatoriet i Terre Haute, USA har gett vid handen att asteroiden har en rotationstid på 5,30 ± 0,02 timmar och en variation i ljusstyrka på 0,3 ± 0,1 magnituder.